# Ilione unipunctata
Ilione unipunctata är en tvåvingeart som först beskrevs av Macquart 1849.  Ilione unipunctata ingår i släktet Ilione och familjen kärrflugor. Inga underarter finns listade i Catalogue of Life.